# Holotrichia longicarinata
Holotrichia longicarinata är en skalbaggsart som beskrevs av Brenske 1892. Holotrichia longicarinata ingår i släktet Holotrichia och familjen Melolonthidae. Inga underarter finns listade i Catalogue of Life.